# Die Hochzeit des Figaro (1976)
Die Hochzeit des Figaro ist eine Theateraufzeichnung des Fernsehens der DDR von Walter Felsensteins Inszenierung der gleichnamigen Oper in vier Akten von Wolfgang Amadeus Mozart an der Komischen Oper Berlin.

## Handlung
Da es sich hierbei um eine Bühneninszenierung handelt, siehe: Le nozze di Figaro

## Produktion
Die Bearbeitung von Walter Felsenstein basiert auf dem von Lorenzo Da Ponte geschaffenen Libretto. Die Inszenierung hatte ihre Premiere am 26. Februar 1975 an der Komischen Oper Berlin und war die letzte Inszenierung Walter Felsensteins. Das Orchester der Komischen Oper Berlins stand unter der Leitung von Geza Oberfrank, Gerhard Wüstner leitete die Chorsolisten der Komischen Oper. Die Einstudierung der Mitglieder des Tanztheaterensembles der Komischen Oper übernahmen Tom Schilling und Klaus Kretzschmann. Die Kostüme entwarf Eleonore Kleiber, das Bühnenbild schuf Reinhart Zimmermann.
Die Erstsendung im Fernsehen erfolgte am 28. November 1976 im 1. Programm des Fernsehens der DDR.
Eine restaurierte Fassung aus dem Jahr 2009 ist als DVD erhältlich.

## Kritik
Hans Jürgen Schaefer stellte zur Theaterpremiere im Neuen Deutschland fest: 

„… daß es Felsenstein gelingt, den durchaus verwickelten Ablauf der turbulenten Ereignisse szenisch außerordentlich deutlich werden zu lassen. Da klingt kein Ton, kein Wort, deren Sinn sich nicht szenisch umsetzte und mitteilte.“